# Michaela Paštiková
Michaela Paštiková (* 27. März 1980 in Šumperk, Tschechoslowakei) ist eine ehemalige tschechische Tennisspielerin.

## Karriere
Paštiková, die am liebsten auf Sandplätzen spielt, begann bereits im Alter von drei Jahren mit dem Tennissport.
1996 gewann sie den Doppelwettbewerb der Australian Open bei den Juniorinnen.
In ihrer Tennislaufbahn gewann sie einen Doppeltitel auf der WTA Tour. Zusammen mit Gabriela Navrátilová erreichte sie 2005 das Halbfinale der Australian Open im Doppel, in dem sie Lindsay Davenport und Corina Morariu mit 6:3, 2:6, 3:6 unterlagen.
1998 und 2004 spielte sie für die tschechische Fed-Cup-Mannschaft je eine Doppelpartie, die sie jeweils verlor.

## Turniersiege

### Einzel
| Nr. | Datum          | Turnier   | Kategorie   | Belag             | Finalgegnerin               | Ergebnis      |
| --- | -------------- | --------- | ----------- | ----------------- | --------------------------- | ------------- |
| 1.  | September 1996 | Zadar     | ITF $10.000 | Sand              | Magdalena Zděnovcová        | 4:6, 6:3, 6:3 |
| 2.  | Juni 1997      | Pilsen    | ITF $10.000 | Sand              | Kateřina Šišková            | 6:2, 6:7, 6:4 |
| 3.  | Mai 1998       | Warschau  | ITF $25.000 | Sand              | Rosa María Andrés Rodríguez | 7:5, 6:3      |
| 4.  | Februar 2003   | Rockford  | ITF $25.000 | Hartplatz (Halle) | Petra Rampre                | 6:3, 3:6, 6:4 |
| 5.  | Februar 2003   | Columbus  | ITF $25.000 | Hartplatz (Halle) | Teryn Ashley                | 3:6, 7:5, 7:5 |
| 6.  | März 2003      | Kaunas    | ITF $25.000 | Teppich (Halle)   | Magdalena Zděnovcová        | 6:3, 6:3      |
| 7.  | November 2004  | Prag      | ITF $25.000 | Hartplatz (Halle) | Sandra Klösel               | 6:3, 6:2      |
| 8.  | September 2007 | Podgorica | ITF $25.000 | Sand              | Martina Suchá               | 5:7, 7:5, 7:6 |

### Doppel
| Nr. | Datum          | Turnier            | Kategorie    | Belag     | Partnerin            | Finalgegnerinnen                                  | Ergebnis         |
| --- | -------------- | ------------------ | ------------ | --------- | -------------------- | ------------------------------------------------- | ---------------- |
| 1.  | Mai 1998       | Sofia              | ITF $10.000  | Sand      | Olga Blahotová       | Dragana Ilic Marina Lazarovska                    | 6:0, 6:4         |
| 2.  | September 1998 | Spoleto            | ITF $25.000  | Sand      | Jelena Kostanić      | Hiroko Mochizuki Ryoko Takemura                   | 6:3, 6:4         |
| 3.  | 2. Mai 1999    | Bol                | WTA Tier IVa | Sand      | Jelena Kostanić      | Meghann Shaughnessy Andreea Vanc                  | 7:5, 6:71, 6:2   |
| 4.  | April 2000     | Prostějov          | ITF $25.000  | Sand      | Jasmin Wöhr          | Helena Vildová Magdalena Zděnovcová               | 3:6, 6:1, 7:610  |
| 5.  | September 2001 | Verona             | ITF $25.000  | Sand      | Maret Ani            | Lourdes Domínguez Lino Conchita Martínez Granados | 6:74, 6:4, 7:65  |
| 6.  | April 2003     | Dinan              | ITF $50.000  | Sand      | Gabriela Navrátilová | Gjulnara Fattachetdinowa Galina Fokina            | 1:6, 6:2, 6:3    |
| 7.  | Dezember 2003  | Valašské Meziříčí  | ITF $25.000  | Hartplatz | Iveta Benešová       | Maret Ani Libuše Průšová                          | kampflos         |
| 8.  | Juli 2004      | Modena             | ITF $75.000  | Sand      | Gabriela Navrátilová | Ljubomira Batschewa Eva Birnerová                 | 6:2, 6:3         |
| 9.  | November 2004  | Průhonice          | ITF $25.000  | Hartplatz | Gabriela Navrátilová | Lucie Hradecká Sandra Kleinová                    | 6:3, 6:3         |
| 10. | Juli 2005      | Fano               | ITF $75.000  | Sand      | Gabriela Navrátilová | Stefanie Haidner Valentina Sulpizio               | 6:2, 6:0         |
| 11. | Juni 2006      | Zagreb             | ITF $50.000  | Sand      | Hana Šromová         | Olga Blahotová Lucie Hradecká                     | 4:6, 6:1, 6:2    |
| 12. | April 2007     | Jackson            | ITF $25.000  | Sand      | Eva Hrdinová         | Junri Namigata Yurika Sema                        | 7:65, 7:63       |
| 13. | August 2007    | Hechingen          | ITF $25.000  | Sand      | Kathrin Wörle        | Darija Jurak Sandra Martinovic                    | 6:4, 6:4         |
| 14. | August 2007    | Maribor            | ITF $25.000  | Sand      | Darija Jurak         | Ana Jovanović Laura Siegemund                     | 1:6, 6:4, 6:1    |
| 15. | April 2008     | Pelham             | ITF $25.000  | Sand      | Ahsha Rolle          | Lee Ye-ra Temi Tezuka                             | 7:5, 6:2         |
| 16. | April 2008     | Palm Beach Gardens | ITF $25.000  | Sand      | Maria Fernanda Alves | Jekaterina Afinogenowa Lauren Albanese            | 3:6, 6:3, [10.5] |
| 17. | April 2008     | Dothan             | ITF $75.000  | Sand      | Tetjana Luschanska   | Maria Fernanda Alves Stéphanie Dubois             | 6:1, 6:3         |
| 18. | Februar 2009   | Clearwater         | ITF $50.000  | Hartplatz | Lucie Hradecká       | Maria Elena Camerin Yanina Wickmayer              | kampflos         |
| 19. | Juni 2009      | Stettin            | ITF $25.000  | Sand      | Lenka Tvarošková     | Christina McHale Asia Muhammad                    | 6:2, 7:5         |
| 20. | November 2009  | Nantes             | ITF $50.000  | Hartplatz | Lucie Hradecká       | Vladimíra Uhlířová Renata Voráčová                | 6:4, 6:4         |

## Abschneiden bei Grand-Slam-Turnieren

### Einzel
| Turnier         | 2005 | Karriere |
| --------------- | ---- | -------- |
| Australian Open | 2    | 2        |
| French Open     | 1    | 1        |
| Wimbledon       | 2    | 2        |
| US Open         | 2    | 2        |

### Doppel
| Turnier         | 2000 | 2004 | 2005 | 2006 | Karriere |
| --------------- | ---- | ---- | ---- | ---- | -------- |
| Australian Open | —    | —    | HF   | 1    | HF       |
| French Open     | —    | 1    | 2    | 1    | 2        |
| Wimbledon       | —    | 1    | 2    | 1    | 2        |
| US Open         | 1    | 2    | 1    | —    | 2        |